# Kim Gevaert
Kim Gevaert (5 d'agost de 1978 a Lovaina, Bèlgica) és una atleta belga, ja retirada, especialista en proves de velocitat. Va ser campiona d'Europa de 100 i 200 metres a Göteborg 2006
Tot i que va participar en els mundials de Sevilla 1999 i Edmonton 2001, el seu salt a l'elit internacional es va produir el 2002, quan es va proclamar campiona d'Europa indoor en els 60 m llisos a Viena. Aquell mateix any va ser subcampiona d'Europa a l'aire lliure en 100 i 200 m a Múnic.
El 2004 va ser subcampiona mundial indoor dels 60 m a Budapest, només per darrere de la nord-americana Gail Devers. Va participar en els Jocs Olímpics d'Atenes 2004, on va ser 6a en la final dels 200 m, mentre que no va poder classificar-se per a la final dels 100 m.
El 2005 va revalidar el títol europeu indoor dels 60 m a Madrid. En els Mundials a l'aire lliure de Hèlsinki 2005 va acabar 7a en la final de 200 m i no va poder classificar-se per la de 100 m
El seu èxit més important va arribar en els Campionats d'Europa a l'aire lliure de 
 Göteborg 2006, on va fer el doblet, proclamant-se campiona d'Europa en 100 i 200 metres, amb 11.06. Era la primera vegada en 35 anys que un atleta belga guanyava una medalla d'or en un europeu.
Precisament en aquell any 2006, durant els Campionats de Bèlgica va batre els rècords nacionals en 100 i 200 metres, amb 11,04 i 22,20 respectivament.
Gevaert va ser la millor velocista europea de la seva època i una de les millors del món.

## Millors marques
- 100 metres - 11.04 (Brussel·les, 2006)
- 200 metres - 22,20 (Brussel·les, 2006)
- 400 metres - 51,45 (Gant, 2005)